# Вираж (пилотаж)

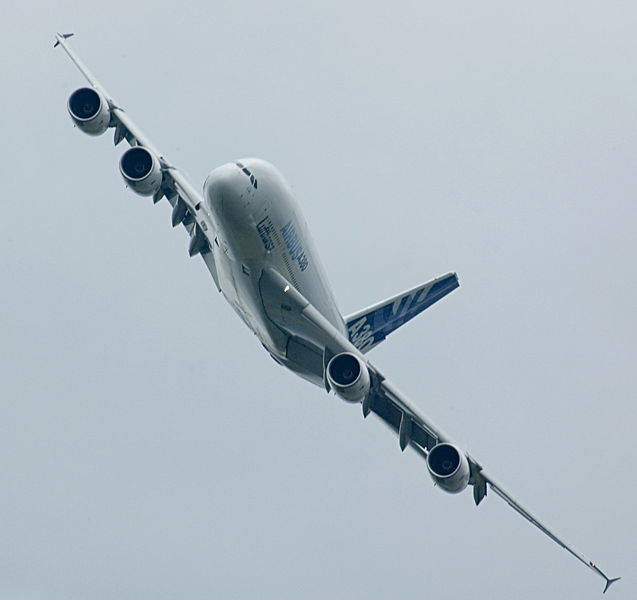
Airbus A380, выполняющий вираж

Вираж — фигура простого пилотажа, при выполнении которой летательный аппарат, двигаясь поступательно, разворачивается в горизонтальной плоскости на 360°. 
Часть виража, имеющая цель изменение направления движения на угол, меньший 360°, называется разворотом. Вираж с постоянной скоростью и углом крена называется установившимся; установившийся вираж без бокового скольжения — правильным. Предельным называется вираж, для выполнения которого на заданной высоте при максимальном крене и максимальной эксплуатационной перегрузке использована вся мощность двигательной установки летательного аппарата. Время выполнения виража и его радиус — основные характеристики маневренных возможностей самолёта в горизонтальной плоскости.